# (8237) Constable
(8237) Constable (7581 P-L) – planetoida z grupy pasa głównego asteroid okrążająca Słońce w ciągu 3,36 lat w średniej odległości 2,24 au. Odkryta 17 października 1960 roku.